# Nissolia platycalyx
Nissolia platycalyx är en ärtväxtart som beskrevs av Sereno Watson. Nissolia platycalyx ingår i släktet Nissolia och familjen ärtväxter. Inga underarter finns listade i Catalogue of Life.